# Lobbersjösuvvene (Hotagens socken, Jämtland, 712617-142896)
Lobbersjösuvvene är en sjö i Krokoms kommun i Jämtland och ingår i Ångermanälvens huvudavrinningsområde. Sjön har en area på 0,0663 kvadratkilometer och ligger 748,8 meter över havet. Lobbersjösuvvene ligger i Gråberget-Hotagsfjällen Natura 2000-område. Sjön avvattnas av vattendraget Lobbersjöån.

## Delavrinningsområde
Lobbersjösuvvene ingår i det delavrinningsområde (712636-142922) som SMHI kallar för Inloppet i Lobbersjösuvvene. Medelhöjden är 771 meter över havet och ytan är 0,81 kvadratkilometer. Räknas de 6 avrinningsområdena uppströms in blir den ackumulerade arean 27,51 kvadratkilometer. Lobbersjöån som avvattnar avrinningsområdet har biflödesordning 4, vilket innebär att vattnet flödar genom totalt 4 vattendrag innan det når havet efter 324 kilometer. Avrinningsområdet består mestadels av skog (73 procent) och kalfjäll (18 procent). Avrinningsområdet har 0,07 kvadratkilometer vattenytor vilket ger det en sjöprocent på 8,2 procent.